# 仙娥滝
仙娥滝（せんがたき）は、山梨県甲府市の昇仙峡にある滝。日本の滝百選に選定されている。

## 概要
滝の名である「仙娥」とは、中国神話に登場する月に行った女性嫦娥のことであり、ひいては月を意味する言葉である。
富士川水系の荒川上流にある、山梨県を代表する景勝地の一つ昇仙峡の最奥部に位置する。昇仙峡のシンボルである覚円峰の麓にある。この滝は地殻変動による断層によって生じた。花崗岩の岩肌を削りながら落下している滝で落差は30mである。駐車場から徒歩約5分の場所にあり、秋の紅葉シーズンには数多くの観光客が訪れる。

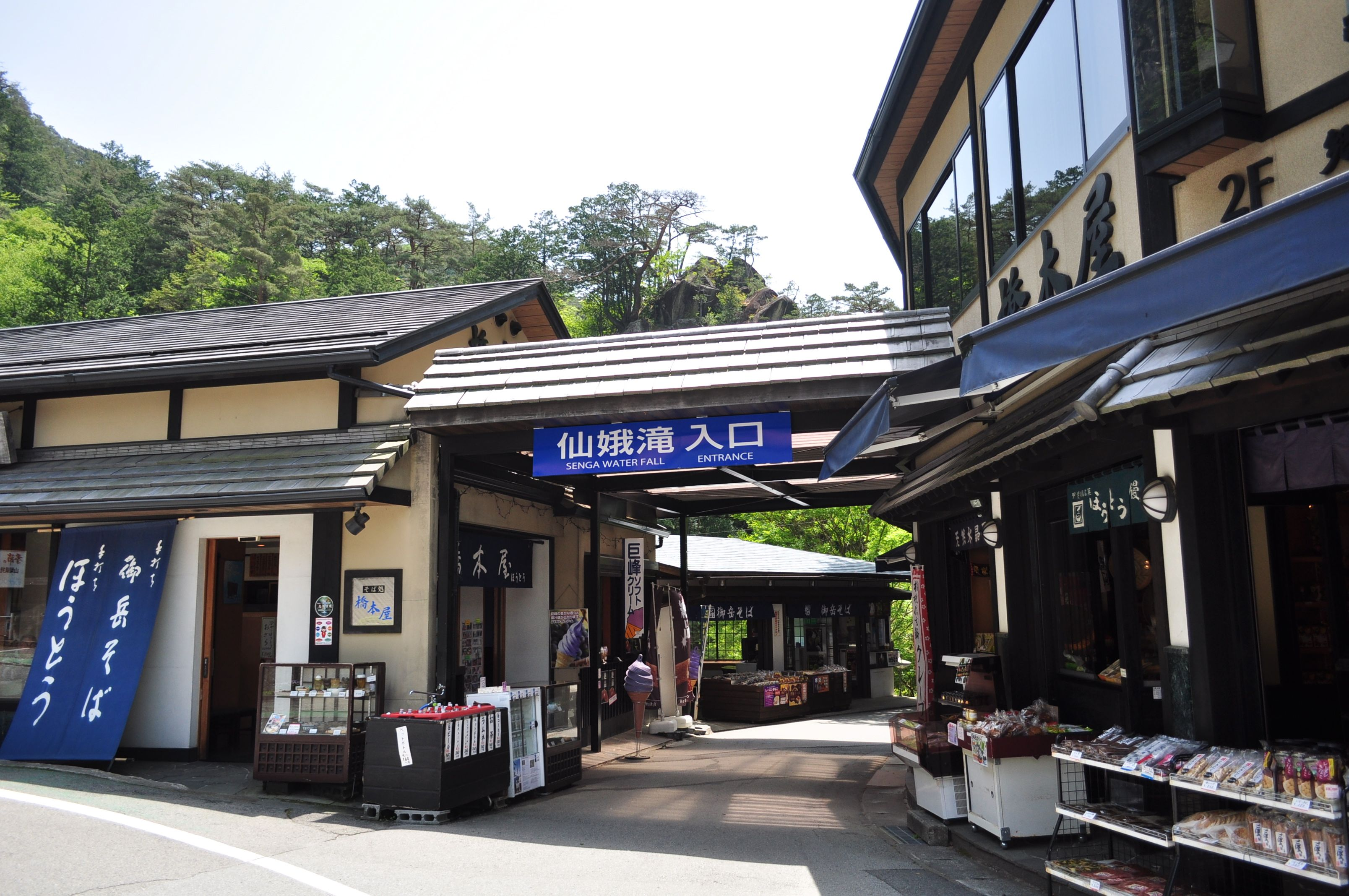
仙娥滝（2018年5月16日撮影）
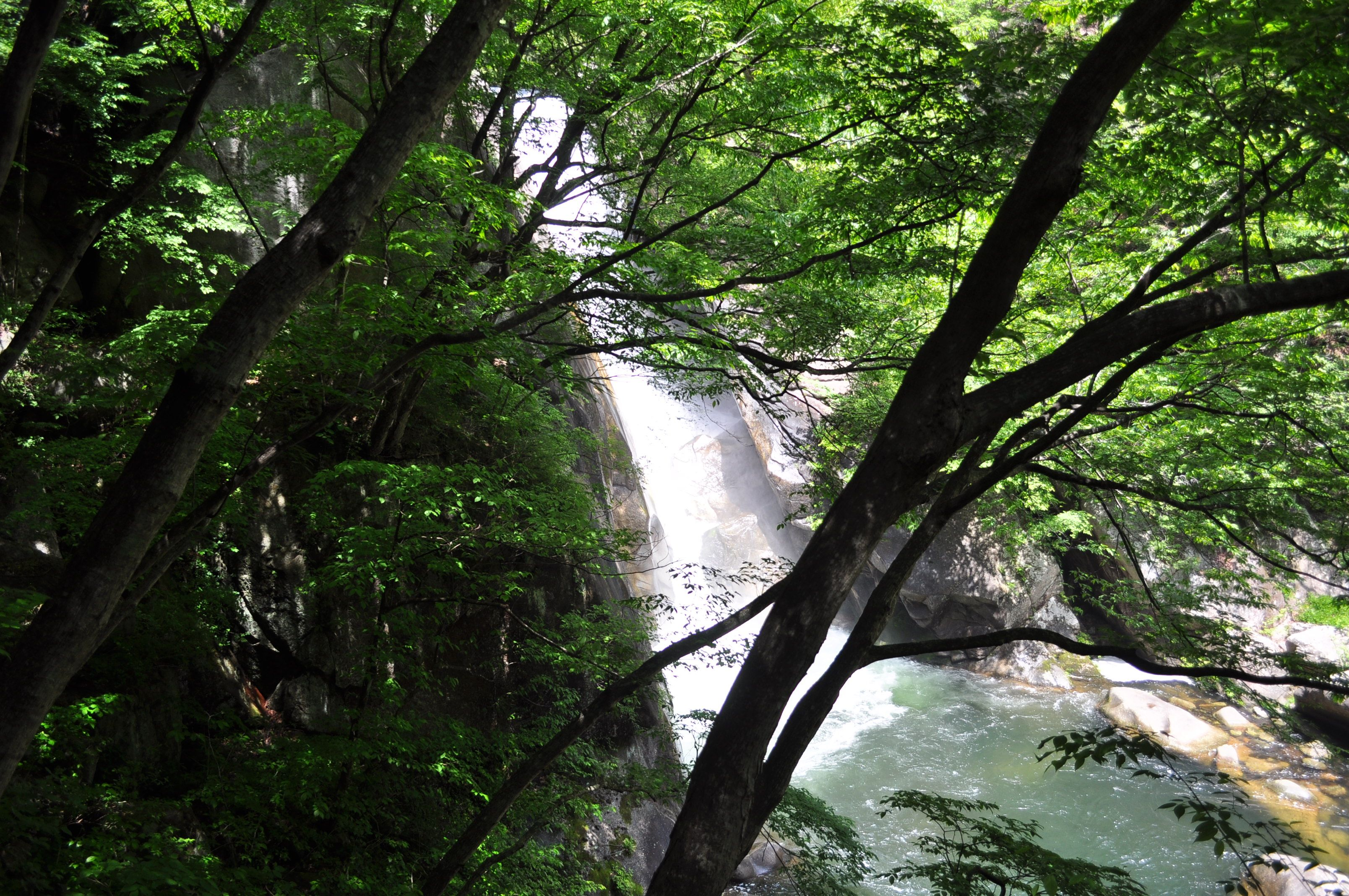
同左、（2018年5月16日撮影）
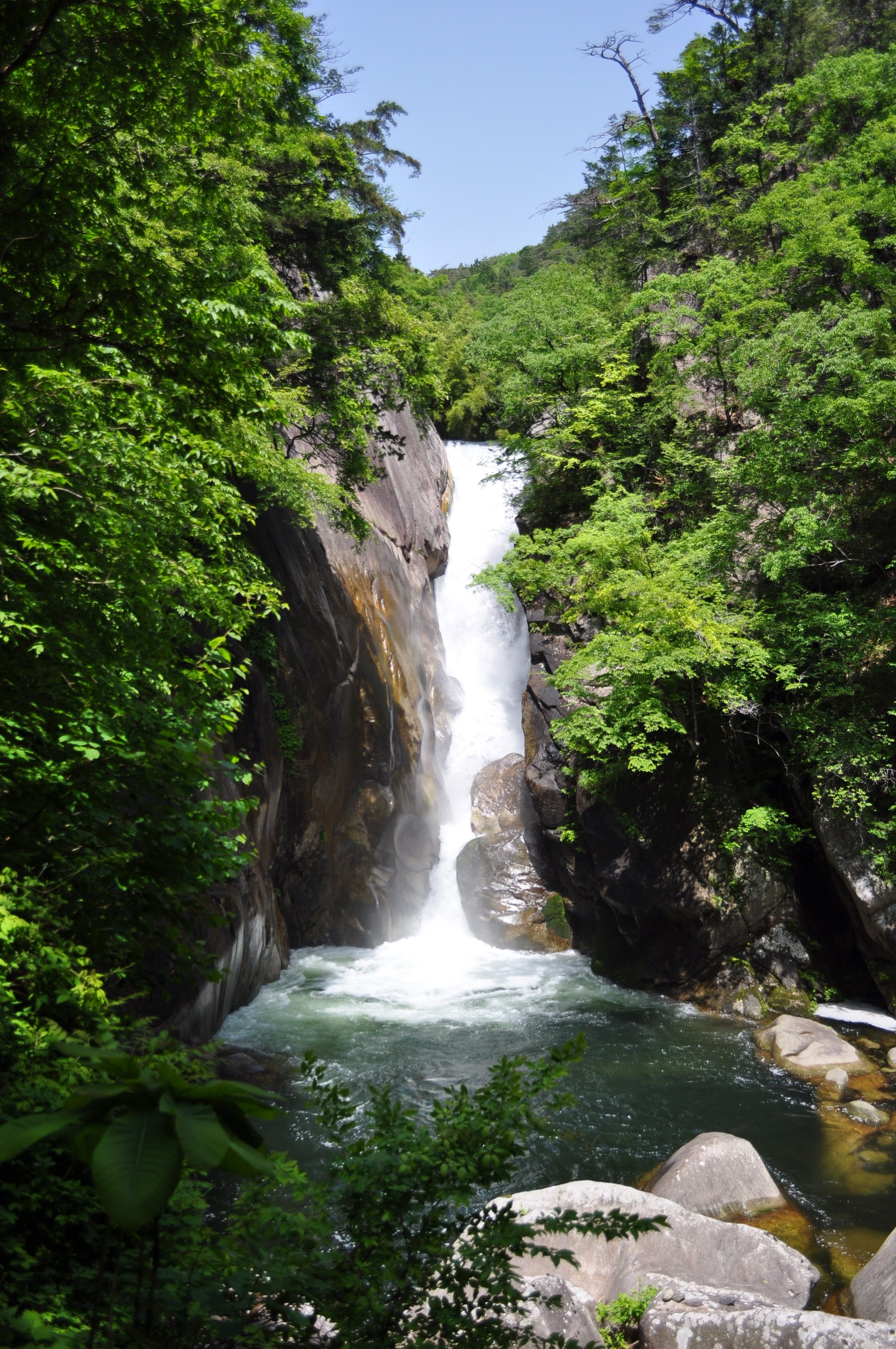
同左、（2018年5月16日撮影）
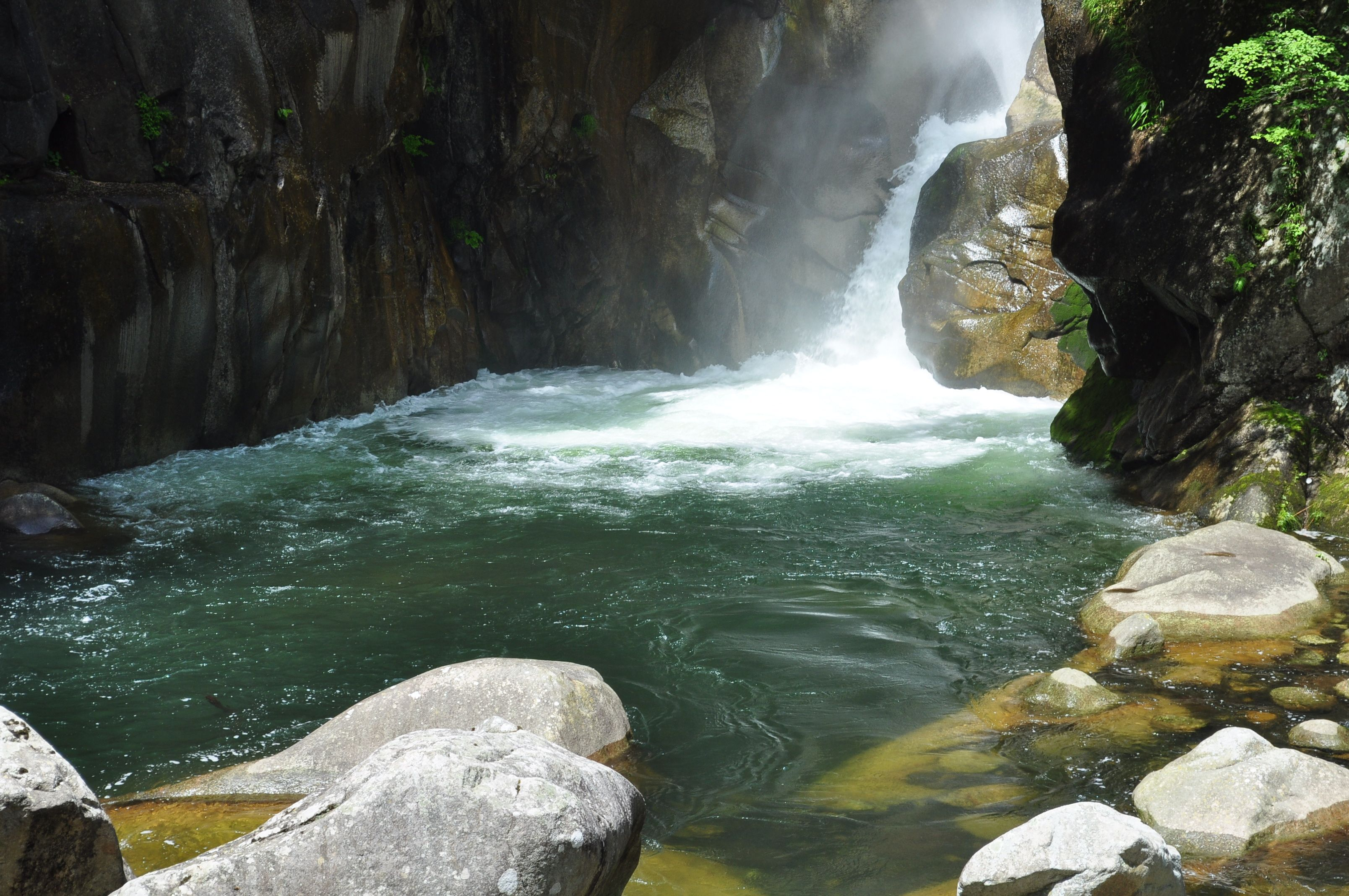
同左、（2018年5月16日撮影）

## 参考資料
- 『日本の滝100選』 グリーンルネッサンス事務局/編、1991年、講談社
- 『日本の滝1　東日本661滝』 北中康文/写真・文、2004年、山と渓谷社